# Na planincah
Na planincah je slovenski komično dramski film iz leta 2003 v režiji Mihe Hočevarja po scenariju Ozrena Kebe in Hočevarja. Siroti Amir in Sani se iz Mostarja preselita k stricu v Slovenijo in se poskušata vklopiti v novo življenje.

## Igralci
- Filip Đurić kot Sani
- Mirsad Elezi kot delavec na mostu
- Sabina Kogovšek
- Karin Komljanec
- Blaž Marincelj kot Tomaž
- Mustafa Nadarević
- Sasa Tabaković kot Amir
- Maja Zeco
- Jurij Zrnec
- Milena Zupančič